# Cornwalliak
A cornwalliak Cornwallban, Anglia délnyugati részén élő, kelta eredetű népcsoport. Jelentős számban élnek még cornwalliak az Egyesült Királyság többi részén, Észak-Amerikában és Ausztráliában. Elismert nemzeti kisebbség az országban. Anglia lakóitól megkülönbözteti őket a kelta eredetű nyelvük és kultúrájuk, amelyek alapján inkább a walesiekkel és a skótokkal, illetve a többi kelta nemzettel állnak rokonságban.
A cornwalliak ősei feltehetően a britonok voltak, a Brit-szigetekre betelepült kelta törzsek egyike, akik Anglia déli és középső részén éltek a római hódítás előtt. A cornwalliak ma is büszkék saját identitásukra, amely elválik az angol és a brit identitástól is. A Cornwallba betelepülők is hajlamosak felvenni ezt az identitást és a világ más országaiban élő, cornwalli ősökkel rendelkező személyek is cornwalliként tartják magukat számon.

## Származásuk
A mai Anglia területére a Kr. e. 1. évezred folyamán települtek be a britonok, ezek közül a Dumnonii és kornovi törzsek foglalták el a vaskor és a római hódítás alatt azt a területet, amelyből később Cornwall kialakult. A terület (Cornwall) és az itt élő nép neve (Cornish people vagy Kernowyon) is a Cornovii törzs nevéből származik. Cornwall történelmében az egyik nagy fordulat a római uralmat követő angolszász invázió volt, amely a kelta törzseket Anglia déli és nyugati peremére szorította vissza. A deorhami csata eredményeként a cornwalliak és a walesiek, két rokon nép, elvesztették egymással a szárazföldi kapcsolatot, közéjük angolszász népek települtek le. A cornwalliak és a walesiek közötti rokonság olyan fokú volt, hogy az óangol nyelvben az előbbiekre csak mint Westwalas (nyugat-walesiek) utaltak.
A középkor és az újkor folyamán a cornwalliak kelta nyelve és kultúrája lassan feledésbe merült, beolvadt az angol nyelvbe és kultúrába. A 18. századra, amikor megalakult Nagy-Britannia, a cornwalliakat Anglia egyik népének tekintették, akik az angol nyelvet használták. Csak a 20. században, a kelta reneszánsz eredményeként kezdték újra használni, modernizálni a korni nyelvet, feléleszteni a cornwalli kulturális hagyományokat.
2008-ban Cornwall megye lakossága 534 000 fő volt. Bár Cornwall közigazgatási, térképészeti, statisztikai és egyéb szempontokból is Anglia részének számít, a cornwalli függetlenségi mozgalom a helyi nyelv és kultúra nagyobb támogatását és részleges helyi önkormányzatot követel a cornwalli nép számára.
A korni nyelvet hivatalosan 2002-ben ismerték el A regionális vagy kisebbségi nyelvek európai kartája keretein belül, s 2008-ban elfogadták az egységes írott formát, mellyel megpróbálták egységesíteni a nyelvet, s elindítani a revitalizáció útján.

## Fordítás
- Ez a szócikk részben vagy egészben  a   Cornish people című angol Wikipédia-szócikk fordításán alapul.  Az eredeti cikk szerkesztőit annak laptörténete sorolja fel. Ez a jelzés csupán a megfogalmazás eredetét és a szerzői jogokat jelzi, nem szolgál a cikkben szereplő információk forrásmegjelöléseként.